# 喋血街頭
《喋血街頭》是1990年一部以越戰為背景的香港動作犯罪電影，由吳宇森執導，劉志豪任動作設計，梁朝偉、張學友、李子雄和任達華主演。本片入圍第27屆金馬獎及第10屆香港電影金像獎共六項提名，最終榮獲香港電影金像獎最佳剪接。本片劇情多處參考1978年美國電影《獵鹿者》。

## 劇情
阿B（梁朝偉 飾）、輝仔（張學友 飾）與細榮（李子雄 飾）三人互為朋友，輝仔爲了幫助阿B籌集婚禮宴席費用，遭到費強一夥搶劫，雖然最後未被費強得逞，但其頭部遭到重擊受傷。婚禮后，輝仔因為被誤會打架受傷而被父母唾棄趕出家門，而後阿B決定與輝仔夥同細榮一同找費強報仇，結果誤殺費強，犯下殺人罪行而潛逃至越南。在越南時碰到香港駐場歌手甄秀清（甄楚倩 飾）以及當地的中法混血殺手阿樂（任達華 飾）。五人在逃離南越的過程中，甄秀清死亡，阿B、輝仔與細榮被越共抓住。而後在美軍的救援行動中，三人分散開來，為了找到細榮而中槍的輝仔不停喊痛，害怕被越共發現的細榮，不惜向好友輝仔頭部開槍，只為了保住一箱搶來的黃金。而後輝仔因為不堪忍受頭部遺留子彈的痛苦而開始吸毒，毒資亦來自於做殺手的薪酬。在阿樂的幫助下阿B找到輝仔，但輝仔此時亦不是原來的輝仔，即使通過手術取出子彈，亦會成為植物人。最後阿B忍痛向他的心臟開槍，從而結束他不堪忍受的痛苦。而後阿B獨自回港，並找到靠那一箱黃金成為老闆的細榮報仇。

## 製作
本片以1960年代作為時代背景，吳宇森第一次嘗試歷史戰爭題材的電影，而港產片亦鮮少有類似影片。電影起始時，觀眾可以看到例如六七暴動等歷史場景，而影片的主要場景則主要依靠當時的越戰爲主，但拍攝地大部分在泰國北部。
在《喋血街頭》上映多年以後，吳宇森表示每當他看到由張學友飾演的輝仔因為不堪忍受被老友遺留在自己頭中的子彈而產生的痛苦，自己都會流淚；而本片的英文片名即為《Bullet in the Head》。當吳宇森與拍檔梁柏堅和秦小珍撰寫劇本時，即將輝仔設定為劇中靈魂人物；梁柏堅曾表示，輝仔最後在劇中的痛苦來源不僅僅是因為那顆留在他頭顱中的子彈；而是因為那顆子彈是自己的好兄弟細榮（李子雄 飾）所射。當輝仔最後靠充當殺手并用賞金購買毒品，靠吸毒止痛苟活時，其實亦是為了再見到另一位真正的兄弟阿B（梁朝偉 飾）一面而已。張學友憑藉在劇中的精彩演出於第10屆香港電影金像獎在其演員生涯中第一次獲得最佳男主角的提名，但最終敗給張國榮的《阿飛正傳》。

## 迴響
影片在當年上映后，雖然在美國，加拿大，澳洲，歐洲等國取得了不俗的票房成績和反響，但是在大本營香港卻因為前一年六四事件的衝擊，使香港人對此類戰爭題材的電影失去興趣，因而並沒有激起大的反應，票房亦不足一千萬。影片在電影業內取得了較高的評價，得到香港電影金像奬四項提名，其中梁朝偉和張學友的演技得到了業內人士相當程度的認可。
由甄楚倩所唱〈蒲公英之歌〉也成為一首很受推崇的電影插曲。

## 人物角色
| 演員   | 角色       | 粵語配音      | 備註／關係                              |
| 梁朝偉 | 阿B        | 梁朝偉        | （歐美版：Ben／臺灣及中國大陸：阿B）    |
| 張學友 | 輝仔       | 朱子聰        | （歐美版：Frank／臺灣及中國大陸：阿輝） |
| 李子雄 | 細榮       | 陳欣          | （歐美版：Paul／臺灣及中國大陸：阿榮）  |
| 任達華 | 阿樂       | 譚漢華/陳永信 | （歐美版：Luke／臺灣及中國大陸：阿樂)   |
| 甄楚倩 | 甄秀清     | 黃鳳英        |                                         |
| 袁潔瑩 | 小珍       | 沈小蘭        | 阿B妻                                   |
| 林聰   | 梁源盛     | 林聰          |                                         |
| 鮑起靜 | 阿B母      | 盧素娟        |                                         |
| 蘇杏璇 | 珍母       |               |                                         |
| 張錚   | 榮父       |               | 垃圾清潔工人                            |
| 曾近榮 | 珍父       |               |                                         |
| 蕭山人 | 成叔       | 馮志輝        |                                         |
| 易天雄 | 費強       | 陳偉權        |                                         |
| 李惠民 | 貴叔       | 馮志輝        | 放高利貸                                |
| 佩雲   | 輝母       | 馮蔚衡        |                                         |
| 徐廣林 | 輝父       | 盧雄          |                                         |
| 丁羽   |            |               |                                         |
| 劉錫賢 | 肥仔(小胖) | 陳永信        |                                         |
| 吳宇森 | 警探       | 馮志輝        |                                         |

## 電影歌曲
- '蒲公英' / 主唱, 甄楚倩 ; 提供, CBS 新力香港有限公司. 主題曲.
- 'I'm a believer' / 提供, EMI Music Publishing S.E. Asia (即百代音樂(東南亞)有限公司).
- 'Autumn leaves' / 提供, EMI Music Publishing S.E. Asia (即百代音樂(東南亞)有限公司)

## 獎項
| 年份 | 頒獎典禮             | 獎項         | 名單              | 結果 |
| ---- | -------------------- | ------------ | ----------------- | ---- |
| 1990 | 第27屆金馬獎         | 最佳美術設計 | 梁華生            | 提名 |
| 1990 | 第27屆金馬獎         | 最佳剪輯     | 吳宇森            | 提名 |
| 1991 | 第10屆香港電影金像獎 | 最佳導演     | 吳宇森            | 提名 |
| 1991 | 第10屆香港電影金像獎 | 最佳男主角   | 張學友            | 提名 |
| 1991 | 第10屆香港電影金像獎 | 最佳攝影     | Som Chai Kittikun | 提名 |
| 1991 | 第10屆香港電影金像獎 | 最佳剪接     | 吳宇森            | 獲獎 |

## 外部連結
- 香港影庫上《喋血街頭》的資料（繁體中文）
- 開眼電影網上《喋血街頭》的資料（繁體中文）
- 豆瓣电影上《喋血街頭》的資料 （简体中文）
- 时光网上《喋血街頭》的資料（简体中文）
- AllMovie上《喋血街頭》的资料（英文）
- 爛番茄上《喋血街頭》的資料（英文）
- 互联网电影数据库（IMDb）上《喋血街頭》的资料（英文）